# A Pequena Vendedora de Fósforos

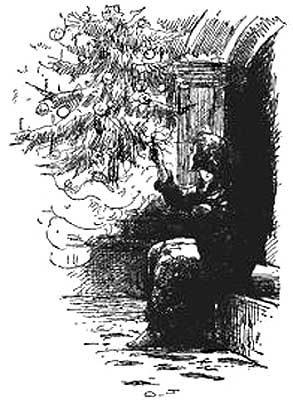
A. J. Bayes illustration, 1889

A Pequena Vendedora de Fósforos, A Menina dos fósforos ou a Vendedora de fósforos  (em dinamarquês:  Den Lille Pige med Svovlstikker, que significa "A menina com os palitos de fósforo") é um conto do poeta e escritor dinamarquês Hans Christian Andersen. A história trata de uma menina que tentou se aquecer ao acender os fósforos mas que morre com o frio e o cansaço, e foi publicado pela primeira vez em 1845. Foi adaptado para diversos meios de comunicação, incluindo um filme de animação e um musical de televisão.